# Pharta sudmannorum
Pharta sudmannorum Benjamin, 2014 è un ragno appartenente alla famiglia Thomisidae.

## Etimologia
Il nome proprio è in onore di Heinrich e Marga Sudmann della città di Bonn, per ringraziamento dell'accoglienza e dell'ospitalità data al descrittore della specie durante la permanenza nella città tedesca

## Caratteristiche
L'olotipo maschile rinvenuto ha lunghezza totale di 2,5 mm; la lunghezza del cefalotorace è di 1,3 mm e la sua larghezza è di 1,1 mm
L'esemplare femminile rinvenuto ha lunghezza totale di 3,8 mm; la lunghezza del cefalotorace è di 1,8 mm e la sua larghezza è di 1,0 mm

## Distribuzione
La specie è stata reperita nell'isola malese del Borneo, all'interno del Mount Kinabalu National Park

## Tassonomia
Al 2014 non sono note sottospecie e dal 2014 non sono stati esaminati nuovi esemplari.